# Cephalotes jansei
Espèce
Cephalotes jansei est une espèce fossile de fourmis arboricoles de la sous-famille des Myrmicinae découverte dans de l'ambre dominicain daté du Miocène.

## Découverte et datation
Cette espèce était probablement native de l'île d'Hispaniola ainsi que des Petites Antilles, mais nous ne disposons pas d'assez d'éléments à l'heure actuelle pour l'affirmer avec certitude,. Elle a été découverte fossilisée dans de l'ambre dominicain trouvé à Hispaniola en République dominicaine ; elle est datée du Miocène (Burdigalien à Langhien), soit il y a environ entre 20,44 et 13,82 millions d'années.

## Description
Cephalotes jansei a été décrite et classifiée pour la première fois en 1995 par les entomologistes allemands Vierbergen (d) et Scheven (d).
Elle est décrite dans Diversity and Adaptation in the Ant Genus Cephalotes Past and Present (Hymenoptera, Formicidae) comme un groupe frère de Cephalotes serratus, C. jansei étant notamment différenciée par ses mandibules plus larges et triangulaires.

## Classification
Le nom valide complet (avec auteur) de ce taxon est Cephalotes jansei (Vierbergen (d) & Scheven (d), 1995).
L'espèce a été initialement classée dans le genre Exocryptocerus sous le protonyme Exocryptocerus jansei (Vierbergen & Scheven, 1995),.
Cephalotes jansei a pour synonyme :
- Exocryptocerus jansei (Vierbergen & Scheven, 1995)